# Elezioni europee del 2004 in Germania
Le elezioni europee del 2004 in Germania si sono tenute il 13 giugno.

## Risultati
| Liste  | Liste                                                                              | Gruppo              | Voti       | %     | +/-  | Seggi | +/-     |
| ------ | ---------------------------------------------------------------------------------- | ------------------- | ---------- | ----- | ---- | ----- | ------- |
|        | Unione Cristiano-Democratica di Germania (CDU)                                     | PPE-DE              | 9.412.997  | 36,51 | 2,8  | 40    | 3       |
|        | Partito Socialdemocratico di Germania (SPD)                                        | PSE                 | 5.547.971  | 21,52 | 9,2  | 23    | 10      |
|        | Alleanza 90/I Verdi (B90/GRÜNEN)                                                   | Verdi/ALE           | 3.079.728  | 11,94 | 5,5  | 13    | 6       |
|        | Unione Cristiano-Sociale in Baviera (CSU)                                          | PPE-DE              | 2.063.900  | 8,00  | 1,4  | 9     | 1       |
|        | Partito del Socialismo Democratico (PDS)                                           | GUE/NGL             | 1.579.109  | 6,12  | 0,3  | 7     | 1       |
|        | Partito Liberale Democratico (FDP)                                                 | ALDE                | 1.565.431  | 6,07  | 3,1  | 7     | 7       |
|        | I Repubblicani (REP)                                                               | -                   | 485.662    | 1,88  | 0,18 | -     | Stabile |
|        | Partito per l'Umanità, l'Ambiente e la Protezione degli Animali (Tierschutzpartei) | -                   | 331.388    | 1,29  | 0,6  | -     | Stabile |
|        | I Grigi - Pantere Grigie (GRAUE)                                                   | -                   | 314.402    | 1,22  | 0,8  | -     | Stabile |
|        | Partito delle Famiglie di Germania (Familie)                                       | -                   | 268.468    | 1,04  | 1,0  | -     | Stabile |
|        | Partito Nazionaldemocratico di Germania (NPD)                                      | -                   | 241.743    | 0,94  |      | -     |         |
|        | Partito Ecologico-Democratico (ÖDP)                                                | -                   | 145.537    | 0,56  |      | -     |         |
|        | Partito Femminista Le Donne (Frauen)                                               | -                   | 145.312    | 0,56  |      | -     |         |
|        | Ab jetzt...Demokratie durch Volksabstimmung                                        | -                   | 135.015    | 0,52  |      | -     |         |
|        | Altri <100.000 voti                                                                | Altri <100.000 voti | 467.015    | 1,81  |      | -     |         |
| Totale | Totale                                                                             | Totale              | 25.783.678 |       |      | 99    |         |